# Blackwood (bridge)
Blackwood (of: "Azen vragen") is een biedconventie in het bridge. Het is genoemd naar Easley Blackwood, die deze conventie heeft bedacht en in 1933 heeft gepubliceerd. Deze conventie wordt toegepast op het moment dat de handen van een bridgepaar een contract op slam-niveau zouden kunnen halen.
De conventie is gebaseerd op het feit dat voor het spelen van een slam niet alleen het gezamenlijke puntenaantal van belang is, maar ook het bezit aan azen. Indien de partners samen 2 azen missen zal het slam geen kans hebben, hoewel aan het puntenvereiste van 32 punten wordt voldaan.
De oorspronkelijke conventie luidt het bod van 4SA, als een fit is vastgesteld, aan partner vraagt aan te geven hoeveel azen deze bezit. De antwoorden van partner zijn als volgt:
- 5K: 0 of 4 azen (het onderscheid is eenvoudig te maken)
- 5R: 1 aas
- 5H: 2 azen
- 5S: 3 azen

Vervolgens kan dan met 5SA het aantal heren worden opgevraagd met een soortgelijk antwoordschema. Mede om die reden wordt dus het antwoord van 5SA niet gebruikt om vier azen aan te geven. Deze mogelijkheid wordt gecombineerd met het antwoord van 5K zodat de twee mogelijkheden (nul of vier) zo veel mogelijk uit elkaar liggen. Uit de historie van de bieding is dan vrijwel altijd duidelijk welke van de twee in aanmerking komt.

## Roman Keycard Blackwood
Een latere versie van deze conventie is Roman Keycard Blackwood. Deze conventie is gebaseerd op het belang van de heer (en de vrouw) in de troefkleur. Het bod van 4SA vraagt nu aan partner, te vertellen hoeveel van de "sleutelkaarten" (de azen + troefheer) deze heeft. De antwoorden van partner zijn:
- 5K: 0 of 3 keycards
- 5R: 1 of 4 keycards
- 5H: 2 of 5 keycards
- 5S: 2 keycards en troefvrouw.

Ook worden door veel paren tegenwoordig de biedingen 5 klaver en 5 ruiten omgekeerd. Voordeel hiervan is dat men Blackwood kan gebruiken als 2 azen (of keycards) gezocht worden en klaver de troefkleur is.